# ERp29

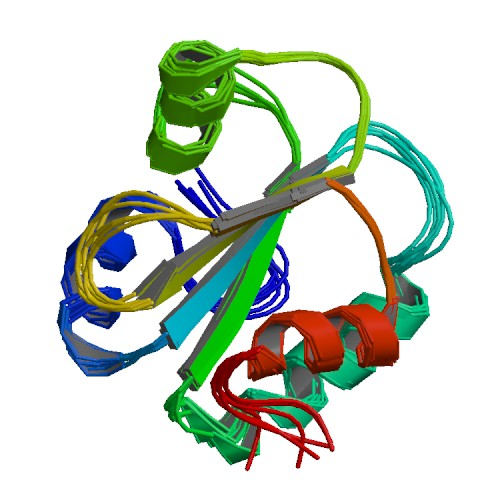
Strukturen hos ERp29

ERp29 är ett protein i det endoplasmatiska retiklets lumen. Det är ett chaperon, som hos människor kodas av ERP29 -genen, alltså ett protein som hjälper andra proteiner att veckas.

## Funktion
ERp29 visar sekvenslikhet med proteindisulfid-isomerasfamiljen. Emellertid saknar det tioredoxinmotivet som är karakteristiskt för denna familj, vilket tyder på att proteinet inte fungerar som ett disulfidisomeras. Proteinet dimeriserar och tros spela en roll i bearbetningen av sekretoriska proteiner inom ER. Alternativ splitsning resulterar i flera transkriptvarianter som kodar för olika isoformer.